# Яунде
Я́унде (фр. Yaoundé [ja.unde]) — столица Камеруна, административный центр Центрального региона и департамента Мфунди. Почти всю территорию столицы занимают районы, находящиеся вдоль центральной улицы — авеню Кеннеди, а также на примыкающих к ней холмах.

## Этимология
Название от этнонима яунде (группа банту) — народа, населяющего окрестности города.

## Географическое положение и климат
Яунде находится в южной части Камеруна, на высоте 730 метров над уровнем моря. Город лежит на горном плато — Камерунском плоскогорье. Климат субэкваториальный. Имеются два длинных влажных сезона и два коротких сухих (январь-февраль и июль). Средняя температура воздуха января составляет +23 градуса, в июле около +21. Среднегодовое количество осадков — 1750 мм. Дожди идут в основном в периоды с сентября по ноябрь и с апреля по июнь.
| Показатель                    | Янв. | Фев. | Март  | Апр.  | Май   | Июнь  | Июль | Авг.  | Сен.  | Окт.  | Нояб. | Дек. | Год    |
| ----------------------------- | ---- | ---- | ----- | ----- | ----- | ----- | ---- | ----- | ----- | ----- | ----- | ---- | ------ |
| Средний суточный максимум, °C | 30,9 | 30,6 | 30,0  | 29,5  | 28,7  | 27,5  | 26,2 | 26,3  | 27,2  | 27,6  | 28,2  | 28,3 | 28,4   |
| Средняя температура, °C       | 23,7 | 25,3 | 25,0  | 24,6  | 24,1  | 23,4  | 22,6 | 23,0  | 23,1  | 23,3  | 23,7  | 23,7 | 23,8   |
| Средний суточный минимум, °C  | 17,1 | 20,0 | 19,9  | 19,7  | 19,5  | 19,3  | 19,0 | 19,0  | 19,0  | 18,9  | 19,2  | 19,1 | 19,2   |
| Норма осадков, мм             | 17,3 | 51,4 | 139,6 | 180,0 | 219,7 | 162,3 | 69,2 | 102,3 | 254,0 | 296,1 | 110,9 | 25,2 | 1628,0 |
| Источник:                     |      |      |       |       |       |       |      |       |       |       |       |      |        |

## История

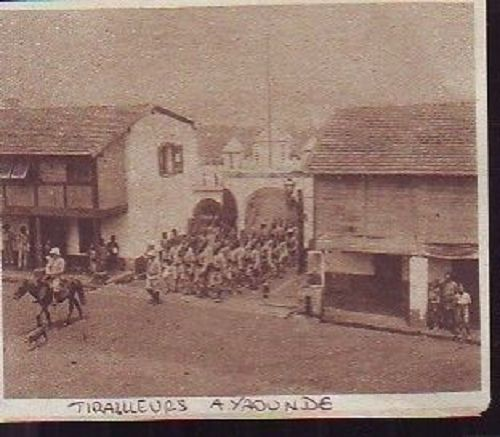
Части бельгийской армии вступают в Яунде. 1915 год.

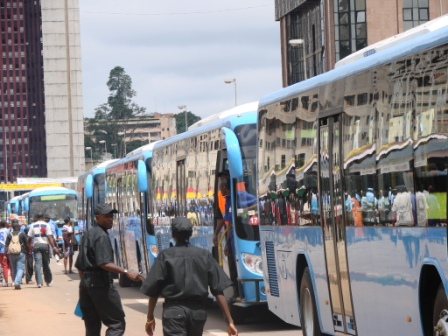
Автобусы в Яунде.

Основан в 1888 году (или в 1889) в период германского протектората. В 1915 году Яунде был оккупирован бельгийскими войсками, и в 1922 году провозглашён столицей Французского Камеруна. В 1940—1946 годах столицей была Дуала, однако после предоставления Францией независимости в 1960 году стал местом расположения правительства, с 1961 года — федерального правительства, с 1972 года — правительства Объединённой Республики Камерун.

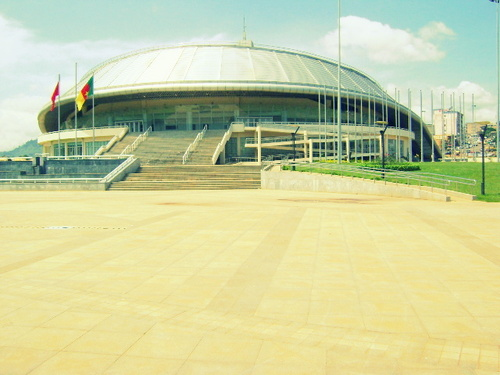
Дворец спорта в Яунде.

## Население, язык, вероисповедание
Численность населения Яунде составляет свыше 1 миллиона 800 тысяч человек. В городе проживают представители этнических групп бамилеке (около четверти всех жителей города), фулани (около 10 %), а также фанг, дуала, фульбе. Государственными языками являются английский и французский, распространён ряд африканских наречий (главным образом группы банту). Половина верующих жителей столицы — католики, остальные — приверженцы ислама и местных традиционных верований.
| Численность населения по годам |         |         |         |           |
| Дата переписи                  | 1976    | 1979    | 1987    | 2005      |
| Численность населения          | 313 706 | 400 000 | 649 252 | 1 817 524 |

## Транспорт
Через Яунде проходит два трансафриканских автомобильных маршрута:
- шоссе Лагос-Момбаса
- шоссе Триполи-Кейптаун

Имеется железная дорога и аэропорт.

## Здравоохранение
Самой большой больницей города является центральная больница Яунде с 650 койками. В Общей больнице Яунде, построенной в 1985 году, имеется 302 койки.

## Образование
В 1962 года в Яунде открыт университет, в 1993 году — Университет Яунде II. В городе имеются и другие высшие учебные заведения: Высшая сельскохозяйственная школа, Высшая национальная политехническая школа, Высшая педагогическая школа, Национальная школа администрации и институт международных отношений. Крупнейшими публичными библиотеками являются Национальная и библиотека университета. В городе расположен государственный архив Камеруна.
В 1996 году проходил чемпионат Африки по лёгкой атлетике.

## Достопримечательности
- Знаменитая храмовая постройка — церковь Нджонг Мелен (N’Djong Melen).
- Монастырь бенедиктинцев, расположенный в центре Яунде, является одной из основных достопримечательностей города.
- Камерунский музей искусств, расположенный несколько севернее монастыря. Его экспозиция содержит редкие образцы искусства Камеруна и стран Западной Европы.
- Музей чёрного искусства.
- Центр ремёсел, посетив который можно получить исчерпывающую информацию о развитии кустарных промыслов и декоративно-прикладного искусства Камеруна.
- К северу от Яунде рядом с городом Обала расположен Луна-парк.
- Собор Нотр-Дам де Виктори, резиденция архиепископа Яунде[12].
- Базилика Мари-Рене де Апотр, построенная на месте первой миссионерской церкви в Камеруне[13].